# Bakker
Bakker ist ein niederländischer Familienname.

## Herkunft und Bedeutung
Bakker ist ein ursprünglich berufsbezogener niederländischer Familienname mit der Bedeutung „Bäcker“, abgeleitet von der gleichlautenden niederländischen Berufsbezeichnung.

## Namensträger
- Age Robert Tammenoms Bakker (1919–2015), niederländischer Diplomat
- Alexander Hugo Bakker Korff (1824–1882), niederländischer Maler
- Annelin Bakker (* 2005), niederländische Tennisspielerin
- Arne Bakker (1930–2009), norwegischer Fußball-, Bandy- und Eishockeyspieler
- Arnold Bakker (* 1964), niederländischer Psychologe
- Billy Bakker (* 1988), niederländischer Hockeyspieler
- Cees Bakker (* 1945), niederländischer Fußballschiedsrichter
- Cor Bakker (* 1961), niederländischer Pianist der Unterhaltungsmusik und Radio- und TV-Moderator
- Cor Bakker (Radsportler) (1918–2011), niederländischer Radrennfahrer
- Cornelis Bakker (1904–1960), niederländischer Physiker und Generaldirektor des CERN
- Corrie Bakker (* 1945), niederländische Sprinterin
- Danny Bakker (* 1995), niederländischer Fußballspieler
- Diederik Bakker (* 1988), niederländischer Hardstyle-DJ- und Musikproduzent, siehe D-Block & S-te-Fan
- Egbert Jan Bakker (* 1958), niederländischer Altphilologe
- Ernst Bakker (1946–2014), niederländischer Politiker (D66), Bürgermeister von Hilversum 1998–2011
- Eshly Bakker (* 1993), niederländische Fußballspielerin
- Geert Bakker (1921–1993), niederländischer Segler
- Gerbrand Bakker (Mediziner) (1771–1828), niederländischer Mediziner
- Gerbrand Bakker (Schriftsteller) (* 1962), niederländischer Schriftsteller
- Gillian Bakker (* 1969), kanadische Triathletin
- Glenys Bakker (* 1962), kanadische Curlerin
- Ineke Bakker (* 1956), niederländische Kanutin
- Jaco de Bakker (1939–2012), niederländischer Informatiker
- Jan de Bakker (1499–1525), niederländischer Priester und Märtyrer, siehe Jan van Woerden
- Jan de Bakker (Handballspieler) (* 1971), niederländischer Handballspieler
- Jan Bakker (Maler) (1879–1944), niederländischer Maler
- Jan Albert Bakker (* 1935), niederländischer Archäologe
- Jan Pieter Bakker (1906–1969), niederländischer Geograph
- Jarich Bakker (* 1974), niederländischer Radrennfahrer
- Jasmijn Bakker (* 1999), niederländische Mittelstreckenläuferin
- Jits Bakker (1937–2014), niederländischer Bildhauer
- Joop Bakker (1921–2003), niederländischer Politiker
- Jos De Bakker (* 1934), belgischer Bahnradsportler (Familienname ist De Bakker !)
- Karen Bakker (1971–2023), kanadische Geographin
- Kees Bakker (Radsportler) (1916–1988), niederländischer Bahnradsportler
- Kees Bakker (Biologe) (1931–2010), niederländischer Ökologe
- Kees Bakker (Sportfunktionär) (1943–2020), Präsident von Vitesse Arnheim
- Klaas Bakker (1926–2016), niederländischer Fußballspieler
- Lisanne Bakker (* 2000), niederländische Handballspielerin
- Lothar Bakker (* 1949), deutscher Provinzialrömischer Archäologe
- Maarten den Bakker (* 1969), niederländischer Radrennfahrer
- Manon Bakker (* 1999), niederländische Radrennfahrerin
- Marco Bakker (* 1938), niederländischer Sänger
- Marcus Bakker (1923–2009), niederländischer Journalist und Politiker
- Mees Bakker (* 2001), niederländischer Fußballtorwart
- Mitchel Bakker (* 2000), niederländischer Fußballspieler
- Nicolet Bakker (* 1984), niederländische Fußballschiedsrichterassistentin
- Peter Bakker (Ruderer) (* 1934), niederländischer Ruderer
- Peter Bakker (Linguist) (* 1959), niederländischer Linguist, Professor an der Universität Aarhus
- Peter Bakker (Manager) (* 1961), niederländischer Manager, seit 2012 CEO des World Business Council for Sustainable Development
- Piet Bakker (Autor) (Pieter Oege Bakker; 1897–1960), niederländischer Journalist und Autor
- Piet Bakker (Kanute), niederländischer Kanute
- Pieter Bakker Schut (1941–2007), niederländischer Jurist und Autor
- R. Scott Bakker (* 1967), kanadischer Fantasy-Schriftsteller
- Robert Bakker (* 1945), US-amerikanischer Paläontologe, Anatom und Maler
- Robert Bakker (Ruderer) (* 1962), niederländischer Ruderer
- Robin Bakker (* 1959), australischer Ruderer
- Sonja Bakker (* 1974), niederländische Diätberaterin und Sachbuchautorin
- Steven Bakker (* 1949), niederländischer Segler
- Thiemo de Bakker (* 1988), niederländischer Tennisspieler
- Tjalling Bakker (1885–1962), niederländischer Generalleutnant
- Veerle Bakker (* 1997), niederländische Langstreckenläuferin
- Willem F. Bakker (* 1934), niederländischer Byzantinist und Neogräzist
- Wolter Bakker, niederländischer Architekt

## Sonstiges
- Bakker (Hillegom), niederländisches Pflanzenversandunternehmen
- (27425) Bakker, ein Asteroid